# Pseudotocepheus granulatus
Pseudotocepheus granulatus är en kvalsterart som beskrevs av Sandór Mahunka 1985. Pseudotocepheus granulatus ingår i släktet Pseudotocepheus och familjen Tetracondylidae. Inga underarter finns listade i Catalogue of Life.